# Madame Xanadu
Madame Xanadu es un personaje ficticio, que fue creado de la serie de cómics místicos que fue publicado por la editorial DC Comics. El personaje se le identifica con Nimue, una hechicera de la mitología artúrica popularizada por Sir Thomas Malory en su novela, La muerte de Arturo (Le Morte d'Arthur).
El personaje fue interpretado por Jeryl Prescott en la serie de televisión de 2019 Swamp Thing para el servicio de transmisión DC.

## Historia de la publicación

### Tortuosos inicios de su publicación en DC Comics
El personaje debutó en la serie Doorway to Nightmare #1, (Febrero de 1978). El personaje fue diseñado por el artista portadista de cómics, Michael William Kaluta, a solicitud del editor Joe Orlando, basado en el personaje literario Kaluta, inicialmente el personaje no tenía un nombre oficial (la cual sería conocida más tarde como La Caridad en las páginas de Starman) de DC Comics; el cómic de misterio Forbidden Tales of Dark Mansion (fue vista solo en la página indicios de ese título) y junto al personaje de Cathy Ann Thiele. La historia original fue desarrollada por David Michelinie y Val Mayerik.
Cuando surgió el cómic Doorway to Nightmare en 1978, se convirtió en el último cómic de la línea DC Mistery, la cual eran aquellos títulos que surgieron en la década de 1970 y que sentarían las bases de lo que más tarde se convertiría en la futura editorial Vertigo, la línea editorial adulta de DC Comics. El problema de estas series es que no tenía un equipo consistente creativo, por lo que la intención de este cómic era crear un dueto de escritores y artistas como nunca hubiese ocurrido antes, a excepción de la portada de Michael William Kaluta. Madame Xanadu, la estrella de la serie, no era el clásico personaje principal de su propia serie, sino que se convirtió en un participante activo, pero nunca como protagonista de sus propias historias. Por ejemplo, el Phantom Stranger fue criticado fuertemente en las columnas de las páginas finales correspondientes a los correos de los lectores por tomar un enfoque similar Doorway to Nightmare fue una serie corta que duró 10 números: cinco historias en su propia serie, cuatro historias diferentes inesperadas, y una historia especial sobre Madame Xanadu, siendo la segunda serie de cómics más vendida. El primer número de Madame Xanadu tenía poca diferencia con respecto a un arco argumental de Doorway to Nightmare. Hubo varias solicitudes para fuera publicada de nuevo[cita requerida] en las columnas de las páginas finales correspondientes a los correos de los lectores de la serie El Espectro, pero se les negó debido a que ese tema sobre la serie dio como consecuencia unos problemas y ocasionó tomar como antecedentes sobre su publicación sobre el manejo del personaje, a pesar de que fue introducida como un personaje llamado Ishtar al Universo DC, provocando su cancelación y destrucción.
Sin embargo, Madame Xanadu continuaba sus apariciones siendo como personaje de apoyo como personaje de reparto regular en los volúmenes 2 y 3 de El Espectro, siendo esas versiones escritas por Doug Moench (31 ediciones, entre 1987 a 1989) y John Ostrander (62 ediciones, desde 1993 hasta 1998).

### Su salto como serie aVertigo
Posteriormente, Madame Xanadu conseguiría su propia serie en el sello Vertigo, pero recién su anuncio fue 2007 en la Cómic-Con de San Diego siendo publicada desde 2008. Siendo escrita por Matt Wagner, y el artista de cómics Amy Reeder Hadley. La serie también contóparticipaciones de artistas tales como Kaluta, Joëlle Jones, Marley Zarcone, Laurenn McCubbin, Chrissie Zullo, Celia Calle y Marian Churchland. La serie llegó finalizaría tras 29 números, siendo su último número en enero de 2011. La serie abordaba los primeros años de Madame Xanadu desde los tiempos del rey Arturo, hasta la década de los años 1960. A partir del #9, del libro coincidió con los acontecimientos la Era Dorada del Universo DC.

## Estructura de sus historias
Las historias de Doorway to Nightmare suelen estructurarse en torno a un protagonista y la decisión de entrar al negocio ocultista de Madame Xanadu (en el cual se declaraba estar en la Calle Christy, ubicado en el East Village (cambiado posteriormente en el Greenwich Village en el #192). Ella (por lo general) le contaba una historia que parecía surgida de una novela medieval que siempre era frustrada por un elemento exterior a la narración. Xanadu, a través de una lectura de las cartas del tarot, determinaba como su principal elementocomo su principal herramienta de la trama de sus historias, ocultándose una mística naturaleza, por lo cual, entonces enviaba al protagonista a realizar alguna tarea importante en la que tenía que intervenir con el uso de sus poderes. Al concluir la historia, el elemento oculto terminaría con la recolección de un artefacto, elemento o un ser mágico introducido en un frasco de vidrio en su habitación. En el primer número, en el cual mostraba al parecer un personaje que quedó atrapado en un edificio en llamas. Luego, la pareja regresaba a su negocio por su propio consentimiento y por la nostalgia para descubrir la verdad de su existencia. Este fue el toque que le permitió mostrar a su cabalidad sus poderes. La variación principal en las historias las distintas amenazas ocultas en torno a las realidades de cada arco de cada historia, ya sea relacionadas con las fuerzas demoníacas, momias asiáticas, criaturas vampíricas, amenazas sobrenaturales, duendes, o de otro tipo. En una historia, luchó contra Azazel, pero él parecía que no tenía nada en la cabeza.
Cuando el cómic fue reiniciado para su propia serie, fue renovado a un cómic de 68 páginas y su versión fue liberada con el anunciada antes de lo esperado (las historias fueron realmente expandidas entre 17 a 22 páginas, siento parte del movimiento da llamada Implosión DC), que ha demostrado una amistosa relación con el personaje bíblico Abel en las portadas interiores, ya sea que hayan tenido una relación o no en la continuidad. Ella nunca conoció a Abel en una historia real hasta el DC Special Series #21, cuando ella y el Phantom Stranger llegar a la House of Mystery con regalos de Navidad.

## Biografía del personaje

### Orígenes pre-Crisis
Los orígenes de Madame Xanadu fueron explorados en los primeros arcos en la serie de Vertigo. De acuerdo con estas historias, su nombre completo era Nimue Inwudu y ella es la hermana menor de Morgana (para convertirse la supervillana de DC Comics Morgana Le Fey)) y Vivienne, La dama del lago. Las hermanas son descendientes de Folk Elder, sobrevivientes del hundimiento de la Atlántida, y que evolucionaron en la raza conocida como los Homo Magi.
Madame Xanadu es la misma Nimue que lanzó un hechizo de encarcelamiento a su antiguo amante Merlín, culpándolo por la manipulación de Camelot y el curso de la historia para su propio beneficio. Merlín tuvo la última palabra, aunque, como él tuvo éxito en la destrucción de su magia al alejarla de ella, obligándola a utilizar pociones para poder mantener su inmortalidad. El misterioso Phantom Stranger influyó en su traición a Merlín y a pesar de ello los dos continuaron reuniéndose a lo largo de los siglos, compartiendo una relación ambivalente. Poco después de esto, ella o la Dama del Lago (o de manera independientemente llamada "Nimue") dio a luz un hijo llamado Kon-Sten-Tyne, un antepasado de John Constantine. Kon-Sten-Tyne, se quedó con un muchacho con el que se sacrificó por potejer a un joven adolescente llamado Eve.
Nimue se pasaría por el mundo por el resto de su existencia por algún tiempo, convirtiéndose en una asesora de muchos grandes gobernantes. Pasaría tiempo en la corte de Kublai Khan en Xanadu, de ahí donde toma el nombre de "Madame Xanadu". Una vez más se encontraría con Phantom Stranger. Este encuentro no fue lo esperado como los anteriores, ya que el Phantom Stranger había quedado fuera de la corriente temporal. Durante la Revolución Francesa, se intentó asesorar a María Antonieta. Durante esta época, ella fue capaz de recuperar su inmortalidad al superar a la muerte en una partida de cartas. Otros incidentes que utvo a lo largo de su de vida incluyó una condena al tener un romance lésbico durante la Inquisición española.
En la década de 1940, ella tuvo una relación amorosa con el superhéroe John Zatara, y de dicha aventura amorosa nació la superheroína hechicera Zatanna, Zatara, que deseaba casarse con ella, previó que nunca sería su verdadero amor, y con existencia posterior de su hija, Zatanna, entendió que sería un amor con el que ella nunca podría competir. A pesar de esto, ella utilizó a Zatara para atrapar y envolver al Phantom Stranger, impidiéndole ser el testigo, y que a su vez terminó afectando, los orígenes sobrenaturales del El Espectro. A raíz de esto, a su vez, impidió a Madame Xanadu que interferiera, a pesar de haber previsto como amenaza potencial la desenfrenada ira del El Espectro que habría traído a la Tierra. Se reveló que el comportamiento posterior de Xanadu se derivó de esta falla, y en el salón de la magia que se concibió sirvió como una forma para controlar al ser sobrenatural, en última instancia con la esperanza de contener y reprimir su rabia.
Con el tiempo, Madame Xanadu decidió que ella expiaría sus pecados y se dedicó a la labor de la adivinación al instalar un negocio de ocultismo en el Greenwich Village. Ella sin embargo seguiría sin poder utilizar magia real por su cuenta, lo que le llevó a manipular diversas fuerzas con el fin de alcanzar su poder. Después de haberse utilizado a sí misma como asesor, ahora cumple la misma labor al tener su propia clientela plagada de problemas sobrenaturales. A pesar de que les asesora en sus respectivos problemas sobrenaturales, existe una misteriosa fuerza que le impide interferir directamente en la solución de dichos problemas. Por lo tanto, sus clientes tienden a arreglaselas por sí mismos para vencer a una fuerza sobrenatural, por lo que se liminta simplemente a contener a dichas entidades en frascos dentro de su negocio de la fortuna para evitar que causen más problemas.

### Historia posterior

#### Cameo en laCrisis en las Tierras Infinitasy su relación conEl Espectro
Cuando el El Espectro resulta destruido por el Antimonitor, Madame Xanadu realiza un ritual mágico que le lleva a cabo para resucitarlo. Desde ese día ella actuaría como asesor espiritual del El Espectro, mientras que él este obligado al alma de Jim Corrigan. Al principio, Xanadu trató de llevar Corrigan por mal camino con el fin de utilizar la fuerza de El Espectro para sus propios intereses. Posteriormente se la representa en una escena de amor desnuda con El Espectro en forma de niebla, aunque los lectores que usualmente escriben en la columna de cartas no encontraron esto muy claro sobre la desnudez gratuita de Xanadu. Historias posteriores dejaron en claro que se trataba de una relación romántica, pero no se volvió a utilizar esta temática de la desnudez.

#### Tras la Crisis en las Tierras Infinitas
En el transcurso de su unión con El Espectro, se conforma una extraña forma de amistad crece entre Corrigan y Madame Xanadu. Con el tiempo, Madame Xanadu se vuelve fundamental para garantizar la seguridad del alma de Corrigan, parando todos los diversos desmanes que realiza El Espectro, y en última instancia se muestra en el funeral de Jim Corrigan no como un asesor o enemigo, sino como su confidente amigo. Ella incluso derrama unas lágrimas por el alma de Jim Corrigan cuando finalmente este sale del plano mortal para ir al Cielo.

### Post-Crisis
Ella también ha sido consultada por el Escuadrón Suicida o por la creciente dificultad para tratar a La Encantadora. Ella ofrece al Escuadrón un anillo y un collar para que pueda dañar a la hechicera si trata de usar sus poderes contra los deseos de los Portadores del Anillo.
Madame Xanadu asesora a Timothy Hunter en la lectura del tarot, ayudándole en su camino como nuevo hechicero. Ella también se enfrenta al compañero de Tim, John Constantine, a quien ella cree que le robó un artefacto mágico llamado el Huevo del Viento que le pertenece a ella.

#### Judgment Day
Aun así, Madame Xanadu, no tiene un gran amor correspondiente al Phantom Stranger, ella posteriormente formaría parte del los Centinelas de la Magia, un frustante grupo de magos y místicos hechiceros superhéroes que fueron convocados para frustrar el levantamiendo del ángel caído Asmodel en el Infierno. Sin embargo, ella prefirió operar sola y es una de las pocas heroínas que se negaron a aliarse con Stranger.
Con el fin de ganar más poder, Madame Xanadu vendió su alma al demonio Nerón, quien le dio tres demonios leales a sus órdenes. Al principio, los demonios inicialmente respondieron a todos sus caprichos pero ella cada vez que se enfurecía provocaba que perdiera su control de ellos. Con el tiempo, controlando mejor sus emociones, también fue capaz de controlar a los demonios de manera definitiva.

#### Camino a la Crisis Infinita: Día de la Venganza
En el Día de la Venganza #2, un tie-in de la Crisis Infinita, el Espectro, que por entonces era inestable y que había creído que la magia era de naturaleza malvada, le quitó a Madame Xanadu sus ojos dejándola ciega.
En el Día de la Venganza Especial se reveló que Madame Xanadu sigue siendo ciega. Ella intentó recuperar sus ojos 14 veces, solo para que fuesen quemados de nuevo, porque los poderes del Espectro están más allá su de su alcance. Sin embargo, la morada de Madame Xanadu sería el punto inicial para iniciar la contraofensiva contra el Espectro, al reunirse junto con Phantom Stranger, Zatanna y la entidad del casco del Doctor Fate NABÚ.
Xanadu también encontraría una forma de evitar la maldición del Espectro mediante la formación de una aprendiz, Daena, para poder leer las cartas para ella. A través de Daena, ella ve la destrucción del mundo por parte del Espectro y donde él ha ganado terreno y provocando todo a su alrededor. Es en su casa donde NABÚ. comienza su ofensiva contra Espectro, así como los planes de una estrategia para poder restaurar el poder de la Roca de la Eternidad en la nueva edad de la magia.

#### Consecuencias de la Crisis Infinita: Un año después
La posición de Madame Xanadu frente al nuevo orden de la mágia no fue explorado en detalle. Sin embargo, se supo que ella todavía estuvo tratando de curar su ceguera. Ella asistió al nuevo equipo de superhéroes hechiceros denominado Shadowpact, cuando los miembros de dicho equipo quedaron cegados temporalmente por los poderes místicos de los villanos conocidos como la Congregación. En el aspecto místico fue lo que le permitió ayudar, aunque algunos miembros del equipo fueron son capaces de curarse la ceguera temporal por su cuenta.
Madame Xanadu aparecería la maxiserie Cuenta Atrás para la Crisis Final #50, operando desde las instalaciones mágicas de "Hokus & Pokus Occult Curiosities" su establecimiento ocultista en Greenwich Village. Ella es incapaz de ayudar a Mary Marvel para poder localizar al Ex Capitán Marvel Jr. cuando este asume la identidad como el nuevo Shazam!. Ella aconseja a María para evitar ir a Ciudad Gotham, ya que no es un lugar seguro para la magia.

#### Pre Nuevos 52:Flashpoint
Madame Xanadu aparece en la miniserie limitada los Flashpoint: El mundo de Flashpoint tie in de Flashpoint, que tienen sus acontecimientos en el alterado mundo que ocasionó Eobard Thawne, más conocido como el Flash Reverso.

### Los Nuevos 52
Tras el reinicio del Universo DC a raíz del relanzamiento de varias series y el surgimiento de otras nuevas, Madame Xanadu ha resurgido de nuevo para la continuidad, tras el resultado la modificación y ajuste realizado por Barry Allen de la corriente temporal que había sido alterada por el Flash Reverso así como causando un reinicio de la historia del Universo DC y así como del mismo multiverso, con la fusión de los Universos Vertigo, WildStorm y el Universo DC.
En la nueva continuidad Xanadú ya no es ciega, ya pesar de que su pasado como Nimue se sigue aplicando, ella parece haber tomado una postura más activa durante la caída de Camelot. En lugar de observar en silencio sobre lo que hizo y no pudo hacer en sus miniseries centrales, ella firmemente se opuso a la rendición de Excalibur a la Dama del Lago, posteriormente comenzó a viajar con Jason Blood, para conocer otras edades oscuras de héroes y villanos tales como Vandal Savage y Shining Knight, formando parte de los Demon Knights. Por otra parte, en la edad oscura, Madame Xanadu se envuelve en una relación con Jason Blood y Etrigan, cada uno creyendo que estaba complaciendo tanto al uno como al otro por el bien de su forzosa fusión.
La actual Madame Xanadu aparece en el reinicio del Universo DC, siendo miembro fundadora de la Liga de la Justicia Oscura, demostrando su inmortalidad, y retomando su papel como la piedra angular y partidaria de la comunidad mágica del universo DC.
DC Comics anunció una serie de One-Shots dentro de los especiales de la National Comics, anunciado para el 6 de abril de 2012, como un resurgimiento del título clásico, que fue publicado en julio de 2012 y permitiendo ser una ampliación al universo de Los Nuevos 52, mediante la presentación de historias sobre diferentes personajes de DC Comics, cada uno por un equipo creativo diferente. A continuación Madame Xanadú apareció en el título denominado Madame X #1 fue escrito por Rob Williams y dibujado por Trevor Hairsine y Fiona Staples.

## Poderes y habilidades
Madame Xanadu tiene una sensibilidad sobrenatural a las actividades ocultas y fenómenos místicos. Ella utiliza las cartas del tarot para interpretar lo que ella siente, y también es capaz de predecir el futuro de los demás. Xanadu tiene la capacidad de levitar objetos, teletransportarse a sí misma, y desterrar demonios. El salón ocultista de Madame Xanadu está lleno de libros y objetos mágicos, así como frascos que contienen las esencias de las entidades malévolas. Rara vez utiliza estos objetos de poder, simplemente actuando como guardián de dichas entidades.
Madame Xanadu es inmortal, nunca ha envejecido y es incapaz de morir por causas naturales gracias a un trato que hizo con la muerte. En el Universo DC, ella puede ser francamente imposible de matar incluso por seres tales como el Espectro, exceptuando por la voluntad divina.

## Otras versiones alternativas

### Flashpoint
En la línea de tiempo alternativa de la Flashpoint, Madame Xanadu sigue siendo una adivina. Traci Thirteen es teletransportado al lugar donde se ella encuentra y descubre que Madame Xanadu está muriendo. Madame Xanadu, antes de morir, a le dice a Traci Thirteen que detenga sus acusaciones contra el Doctor Thirteen.

### Universo Tangent Comics de DC Comics
En el universo alterno de la serie limitada de Tangent Comics, en la miniserie Joker Salvaje, Madame Xanadu es una de las tres mujeres que se hacen pasar por una versión heroica del Joker.

## Apariciones en otros medios

### Apariciones en la televisión
- Madame Xanadu aparece en Young Justice episodio Denial, expresado por Cree Summer en un acento criollo afectado. En una desviación radical de su contraparte del cómic, Xanadu es retratada como una estafadora con sede en Nueva Orleans que utiliza un juego de trucos manuales para estafar a los clientes desprevenidos. A pesar de esto, Kent Nelson menciona que ella tiene el "aura perfecta para el trabajo". Cuando Abra Kadabra secuestra a Kent Nelson, Madame Xanadu huye al ver lo que acaba de ver. El creador del programa, Greg Weisman, ha comentado que hay "más en su historia", lo que implica que puede revelar poderes reales en un episodio futuro.[26]
- Madame Xanadu aparece en la serie Swamp Thing interpretada por Jeryl Prescott.[27] Ella aparece por primera vez en el episodio "Worlds Apart", donde aconseja a Maria Sutherland que no siga el espíritu de su hija. Entonces Madame Xanadu siente una perturbación entre la luz y la oscuridad y le ruega a María que deje de arrepentirse. En el episodio "Él habla", Madame Xanadu es visitada por Daniel Cassidy, quien pregunta cuándo sería el momento adecuado para dejar Marais. Ella lee que sus cartas siguen siendo las mismas, pero se avecina un cambio. En el episodio "Oscuridad al borde de la ciudad", Madame Xanadu siente que se acerca una tormenta a Marais. En el episodio "Loose Ends", Madame Xanadu visita a Maria en el manicomio donde ella le da el cierre a costa de la cordura de Maria.

### Adaptación en el cine
- Madame Xanadu ha sido uno de los personajes postulados por Guillermo del Toro para ser uno de los personajes integrantes del proyecto que está llevando a cabo en su escritura del guiónpara una película basada en la Liga de la Justicia Oscura.[28]

### Videojuegos
- Una tienda mágica de Madame Xanadu aparece en el juego DC Universe Online. Esta se encuentra en el barrio chino de Metropolis. En la campaña heroica, los jugadores tienen que liberar a Zatanna que está presa en la tienda mágica de Madame Xanadu al mismo tiempo que Felix Faust y sus camaradas magos están robando las almas de los ciudadanos de Metrópolis.
- Ella es mencionada en combate por Encantadora en Injustice 2.

## Ediciones de colección
- Madame Xanadu Vol. 1 Disenchanted (240 págs, recolecta las historias de Madame Xanadu #1-10)
- Madame Xanadu Vol. 2 Exodus Noir (128 págs, recolecta las historias de Madame Xanadu #11-15)
- Madame Xanadu Vol. 3 Broken House of Cards (200 págs, recolecta las historias de Madame Xanadu #16-21)
- Madame Xanadu Vol. 4 Extra-Sensory (recolecta las historias de Madame Xanadu #22-29)

## Premios
- Madame Xanadu vol. 2 fue nominada en 2009 a los Premios Eisner como "Mejor Serie Nueva", "Mejor escritor/dibujante o Escritor/ Equipo de dibujantes" (Con Amy Reeder Hadley y el entintador Richard Friend) y el Mejor Artista de cubiertas (Hadley)[29]
- Nominación al Premio Eisner 2010: "Mejor escritor/dibujante o Escritor/ Equipo de dibujantes (Con Michael Kaluta), en los números de la serie Madame Xanadú # 11 al 15:. Exodous Noir (Vertigo/DC)[30]